# 人工智能 (电影)
《A.I.人工智慧》（英語：A.I. Artificial Intelligence）是一部2001年美國科幻片，由斯蒂芬·斯皮尔伯格執導及編劇，故事基礎是布萊恩·阿爾迪斯的短篇小說《玩了整個夏天的超級玩具》以及伊恩·華森所撰寫的劇情大綱。本片設定在人類與機器人共存的未來，講述機器人男孩大衛（哈利·喬·奧斯蒙飾演）的故事。大衛是由擬真電子公司設計、世界上第一個懂得愛的機器人，他愛的對象是他的人類養母夢妮卡（法蘭西絲·歐康娜飾演）。被迫與母親分離後，大衛踏上尋找藍仙女的旅程，希望讓自己變成真正的男孩。
本片最初是斯坦利·库布里克的電影計畫之一，他在1970年代至1990年代之間先後與多名編劇合作，包含原著小說的作者阿爾迪斯。库布里克一度於1991年放棄該計畫，因為當時的特效技術無法為主角大衛創造出足夠仿真的機械電子偶。後來库布里克開始與斯皮尔伯格和特效公司光影魔幻工業合作，一直到他在1999年去世為止。斯皮尔伯格在库布里克遺孀的請求下接手這部電影，以自己的想像力來詮釋库布里克的構想。本片耗資約1億美元，主体拍摄於2000年8月開始，絕大部分的攝影皆在摄影棚內進行。
本片於2001年6月27日在齊格菲爾德劇院首映，兩天後在美國上映。本片當時的評價趨於正面，奧斯蒙的主演表現備受好評，儘管電影風格得到褒貶不一的評價，但格局受到影評人大致認可。本片的全球票房為2.35億美元，但美國國內票房不到8000萬美元，外界認為差強人意。本片入圍奥斯卡金像奖最佳原创音乐和最佳視覺效果兩個獎項，史匹柏獲提名金球獎最佳導演。時至今日，本片在爛番茄上擁有七成六的好評率，並被數家媒體選為影史傑作。

## 劇情
本片設定在未來，地球暖化導致海平面上升淹沒城市，人類為了免於飢荒而實施生育控制政策，機器人（Mecha）因此成為取代真人（Orga）的重要生產力。擬真電子公司（Cybertronics）的哈比教授製造了世界上第一個會愛人的機器人——男孩大衛，並讓公司員工亨利領養。亨利與妻子夢妮卡的親生兒子馬丁因罹患絕症而處於人工冬眠狀態，夢妮卡原本很排斥大衛，但因為大衛的外表與個性與平凡男孩幾乎無異，夢妮卡最終仍接受了他。
由於夢妮卡啟動了大衛的铭印機制，大衛永遠只會愛著她。大衛也以為夢妮卡會永遠地愛他，但某一天馬丁奇蹟似地甦醒並出院，導致大衛失寵。之後大衛兩度闖禍，傷害了夢妮卡（偷剪頭髮）和馬丁（泳池意外），為了防止此事再次發生，亨利向夢妮卡提議將大衛送回機器人公司銷毀。夢妮卡對大衛仍有感情而反對，但為了馬丁的性命著想，只好忍痛私自將大衛帶到森林中拋棄，只剩超級玩具泰迪陪著大衛。大衛傷心欲絕，覺得母親因為自己終究不是真人男孩而離開他，於是決定去尋找故事《木偶奇遇記》裡的藍仙女，請她將自己變成真正的男孩。
大衛才剛出發便遇到一群被獵捕的破舊機器人，被一起抓到機器人屠宰場（Flesh Fair），這裡不斷上演機器人破壞秀，滿足痛恨機器人的人類觀眾們。大衛求助於從艷都（Rouge City）逃出來的牛郎機器人舞男喬，兩人原本要一起被弄死，但現場觀眾相信大衛是真人男孩而暴動，大衛與喬便趁亂一起離開。喬答應幫助大衛尋找藍仙女，於是他們前往艷都向萬事通博士詢問情報。萬事通博士告訴兩人，藍仙女就在世界的盡頭、獅子流淚之處，也就是紐約的曼哈頓。正好警察要來抓捕喬，大衛偷了一台警用直升機，和泰迪、喬一起飛往曼哈頓。
在曼哈頓，大衛找到了哈比教授的辦公室，並得知萬事通博士的情報被公司動了手腳，是要把大衛引來這裡。哈比教授希望能對大衛多加研究一番，但大衛看到了滿房間和自己一樣的「大衛」機器人，知道自己一點也不特別而跳海尋死，被喬救起。喬不久後被趕來的警察抓走，大衛一個人便乘著切換成潛水艇型態的直升機進入海底，發現了被海水淹沒的一座樂園，裡頭矗立著一尊藍仙女的雕像。大衛認為自己找到了，便拼命的許願讓自己變成真正的男孩。大衛在潛水艇中一直請求藍仙女，直到身體的能源用盡，海水也被冰凍起來。
時間經過了2000年，人類已經滅亡，地球被厚實的冰層覆蓋，成為一片荒蕪的冰冷世界。一群非常進化的機器人找到在海中機能停止的大衛，從大衛身上取得寶貴的人類資訊。做為謝禮，他們將大衛開機並幫忙滿足大衛的心願，利用泰迪所持有的夢妮卡之髮，藉由DNA技術讓夢妮卡重生。但再生人只能存活一天，一旦再次入眠後便不會再醒來。大衛與母親單獨相處，度過了一生中最開心的一天，最後在母親的懷抱中進入夢鄉。

## 演員
- 哈利·喬·奧斯蒙飾演大衛（David）：實驗機器男孩，被設計成能愛人。
- 法蘭西絲·歐康娜飾演夢妮卡·斯溫頓（Monica Swinton）：大衛的養母，也是大衛愛的對象[6]。
- 山姆·羅巴斯飾演亨利·斯溫頓（Henry Swinton）：大衛的養父，擬真電子公司的員工[10][15]。
- 裘德·洛飾演舞男喬（Gigolo Joe）：牛郎機器人，因捲入命案被通緝而逃出艷都[11]。
- 傑克·托馬斯飾演馬汀·斯溫頓（Martin Swinton）：亨利與夢妮卡真正的兒子[6][11][15]。
- 威廉·赫特飾演艾倫·哈比教授（Professor Allen Hobby）：擬真電子公司的重要人物，大衛的創造者[15]。
- 布蘭頓·葛利森飾演強森強森大爺（Lord Johnson-Johnson）：機器人屠宰場的主持人[16]。
- 傑克·安吉爾（英语：Jack Angel）聲演泰迪（Teddy）：泰迪熊，原本是馬丁的超級玩具，馬丁昏迷時大衛變成他的主人。
- 羅賓·威廉斯聲演萬事通博士（Dr. Know）：專門回答問題的虛擬機器人。
- 本·金斯利聲演專家（Specialist）：兩千年後的機器人，幫助大衛實現夢想。
- 梅麗·史翠普聲演藍仙女機器人（Blue Mecha）[17]：兩千年後的機器人，以藍仙女的姿態出現在大衛面前。

梁肯、麥特·溫斯頓、克拉克·格雷格、凱文·薩斯曼、湯姆·蓋洛普與尤金·奧斯蒙（Eugene Osment）飾演擬真電子公司的員工。艾許莉·史考特飾演短暫登場的舞女珍（Gigolo Jane），葆拉·馬爾科姆森飾演喬初登場時服務的女人派翠西（Patricia）。恩里克·克蘭東尼飾演香格里拉旅店命案的真兇，殺妻的動機是對方與喬外遇。凱瑟琳·莫里斯飾演機器人屠宰場某員工的女兒。在機器人屠宰場表演的是內閣樂團。基斯·洛克客串為喜劇演員機器人配音，它在機器人屠宰場被搞得粉身碎骨。艾瑞克·鮑爾斯費德聲演園丁機器人（Gardener）。阿德里安·格蘭尼飾演載大衛和喬去艷都的年輕人。

## 製作團隊
- 導演、編劇：斯蒂芬·斯皮尔伯格
- 製片人：凱斯琳·甘迺迪、斯蒂芬·斯皮尔伯格、邦妮·寇蒂斯（英语：Bonnie Curtis）
- 執行製片人：華特·F·帕克斯（英语：Walter F. Parkes）、詹·哈蘭（英语：Jan Harlan）
- 故事：伊恩·華森（英语：Ian Watson (author)）
- 原著：布萊恩·阿爾迪斯（英语：Brian Aldiss）短篇小說《玩了整個夏天的超級玩具》
- 攝影指導：亞努斯·卡明斯基
- 美術設計：瑞克·卡特（英语：Rick Carter）
- 概念設計：克里斯·貝克（英语：Chris Baker (artist)）
- 剪輯：麥可·卡恩（英语：Michael Kahn (film editor)）
- 搭景協調員：約翰·維拉里諾（John Villarino）
- 服裝設計：鮑勃·林伍德（英语：Bob Ringwood）
- 配樂：約翰·威廉斯
- 音效設計：加里·里德斯特罗姆
- 音效混音：罗恩·贾金斯
- 特效總監：麥可·蘭提里（英语：Michael Lantieri）
- 視覺效果總監：丹尼斯·穆蘭（英语：Dennis Muren）、史考特·法拉爾（英语：Scott Farrar）
- 舞蹈動作編排：法蘭西絲卡·傑恩斯（英语：Francesca Jaynes）
- 化妝：维·尼尔（英语：Ve Neill）
- 選角：艾薇·考夫曼（英语：Avy Kaufman）
- 特技指導：道格·柯曼（Doug Coleman）
- 製片公司：安培林娱乐
- 發行公司：华纳兄弟影业、梦工厂

來源：

## 製作

### 發展

#### 库布里克

斯坦利·库布里克（攝於1975年）

本片的靈感來源是科幻短篇小说《玩了整個夏天的超級玩具》，作者是布萊恩·阿爾迪斯，最初發表於1969年。英國導演斯坦利·库布里克在1974年結識阿爾迪斯，阿爾迪斯相當景仰库布里克，兩人在1976年7月首次會面。库布里克從阿爾迪斯寄來的作品中發現這則短篇小說，深深為之著迷。1977年乔治·卢卡斯導演的《星際大戰》上映並轟動一時之後，库布里克湧現了繼《2001太空漫遊》（1968年）之後再拍一部科幻片的念頭，提議與阿爾迪斯一起將《玩了整個夏天的超級玩具》搬上大銀幕。库布里克在合約中答應會給阿爾迪斯200萬美元的編劇報酬。但是库布里克不久後投身導演《闪灵》（1980年），導致計畫從未執行。阿爾迪斯在等待期間出國旅行，結果被库布里克以違反合約為由開除。
1982年，库布里克受到斯蒂芬·斯皮尔伯格導演電影《E.T.外星人》啟發，決定繼續推動改編電影的計畫。他回頭找阿爾迪斯合作，在該年8月提議買下短篇小說的電影改編權。11月，阿爾迪斯同意再度簽下報酬200萬美元的編劇合約（內容對库布里克極為有利），兩人開始編寫電影劇本大綱，當時的暫定片名為「超級玩具」（Supertoys）。阿爾迪斯與库布里克共事了六週，但劇本可說是毫無進展。兩人選擇不再合作，库布里克投入《金甲部隊》（1987年）的製作。
库布里克在1980年代末開始與特效公司光影魔幻工業（ILM）人員丹尼斯·穆蘭接洽，並於1989年第三次找上阿爾迪斯，但是編劇情況仍未好轉。1990年，库布里克與阿爾迪斯因創意理念衝突而拆夥，库布里克轉而與鮑勃·肖合作，為期短暫，1990年5月起開始和伊恩·華森共編劇本。阿爾迪斯離開後，本片的片名也從「超級玩具」改成了「A.I.人工智慧」（A.I.）。1991年，库布里克徹底擱置了該計畫，因為他希望擔任主角的機器小孩是以機械電子偶來演出，但當時的相關特效技術無法滿足他的需求。不過1993年上映的《侏羅紀公園》（也由史匹柏執導）讓库布里克重燃希望，因為片中的電腦合成影像（CGI）令他驚豔。同年11月，华纳兄弟正式宣布，《A.I.人工智慧》將是库布里克繼《金甲部隊》後的下一部導演作品，預計於1994年開拍，不過另一個計畫《雅利安文件》（Aryan Papers）則因此延宕。
視覺設計方面，库布里克在1989年聯繫克里斯·摩爾，兩人後來因價格談不攏而在1990年2月中斷關係。摩爾日後也自述曾受库布里克邀請但沒有答應。库布里克之後請克里斯·佛斯創作概念藝術，他曾為库布里克的著作繪製插圖。佛斯為本片貢獻不多，較為重要的成果是一幅描繪紐約被海水淹沒的插圖。在肯·史萊特的推薦下，库布里克於1993年12月面見藝術家克里斯·貝克，之後便雇用對方為本片進行概念設計。1994年5月，貝克開始構思點子，库布里克也與莎拉·麥特蘭投入編寫劇本。貝克幾乎從無到有建立起本片的視覺風格，他花費兩年的時間全心投入整個電影世界的設計，一共畫了多達1500張的插圖，包含一些關鍵場景和建築。1995年，克里斯·康寧漢嘗試替库布里克打造機械模型。
1995年2月，库布里克不再與麥特蘭構思劇本，投身另一部電影《大开眼戒》的籌畫。1995年12月，華納兄弟證實《大开眼戒》將取代《A.I.人工智慧》成為库布里克的下一部作品。1996年5月，库布里克與史匹柏做了一個「約定」（deal），即史匹柏將導演《A.I.人工智慧》，库布里克則擔任製片人，這將是库布里克首次與他人合拍電影。即使如此，兩人仍忙於各自的其他計畫，無法著手製作《A.I.人工智慧》。1999年3月7日，《大开眼戒》上映四個月前，库布里克因心脏病驟逝，享壽70歲。《A.I.人工智慧》成為库布里克未完成的遺作，除了劇本大綱外，他也留下了道具機器人的測試紀錄和童星的試拍片段，以及片商提供的1億美元製作預算。由於库布里克有著保持神秘的習慣，本片的計畫在當時鮮為外界所知，參與其中的編劇還被要求簽下封口條款。

#### 史匹柏

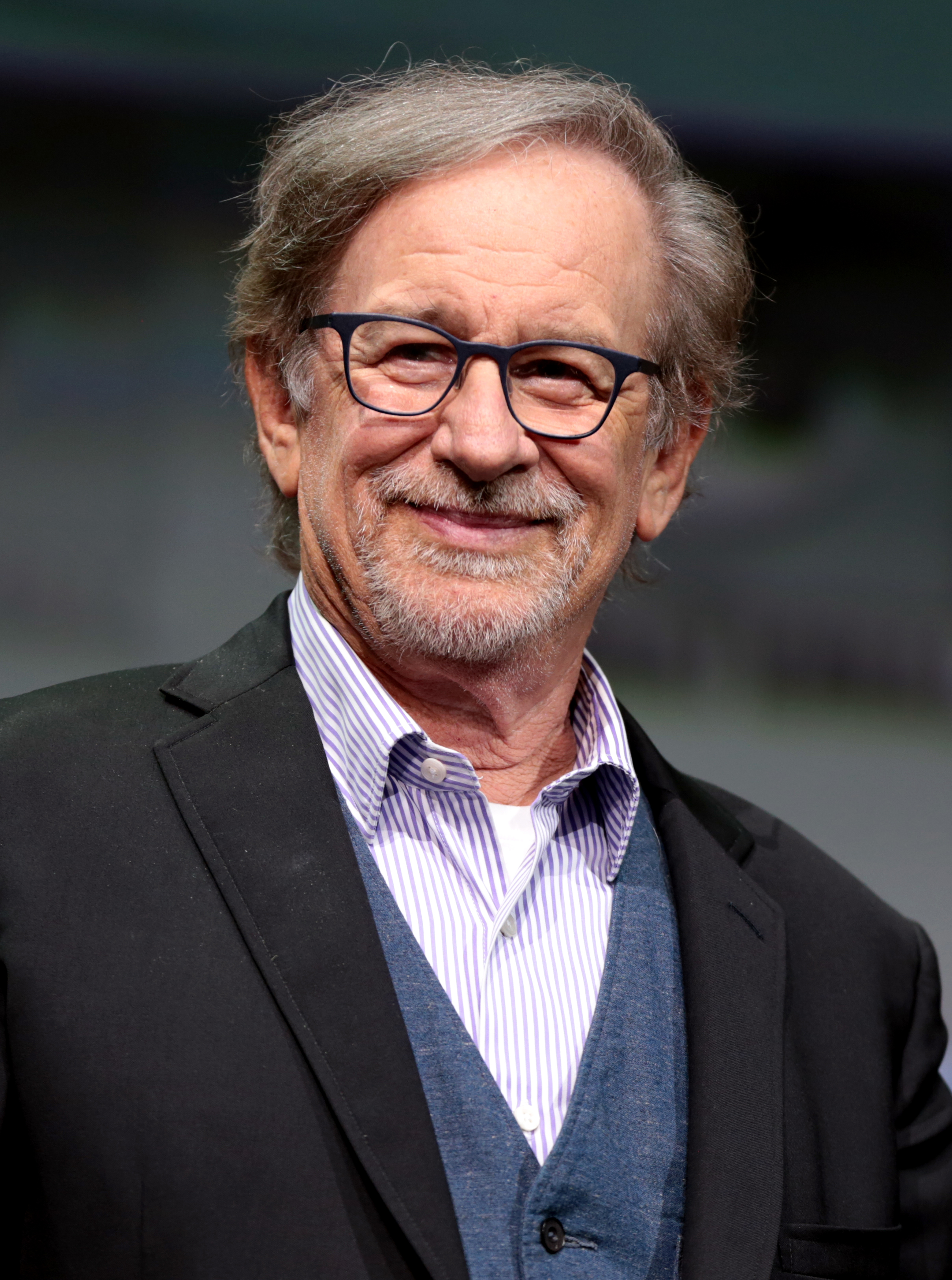
斯蒂芬·斯皮尔伯格（攝於2017年）

斯蒂芬·斯皮尔伯格和库布里克自1980年認識以來便成為好友，但库布里克並不會分享他的創作過程，只有《A.I.人工智慧》是例外。库布里克在1984年首度將本片的計畫告訴史匹柏，兩人針對這部電影討論了一番，但之後未再提起。《侏羅紀公園》上映之後，库布里克將華森寫的劇本大綱和摘要寄給斯皮尔伯格過目，並一度邀請史匹柏到家中討論《A.I.人工智慧》，展示他近十年來探究的成果以及貝克創作的概念設計。库布里克覺得史匹柏是更適合的導演人選，於1994年提議由史匹柏執導《A.I.人工智慧》，自己擔任製片。史匹柏很欣賞該片的故事內容，他一度答應，但後來發覺該片是屬於库布里克的作品，最終半推半就地拒絕了。之後幾年內兩人持續籌備該片，库布里克在1996年將一份修改過的劇本大綱寄給史匹柏。在库布里克的要求下，史匹柏當時並未將與該片有關的資訊（如分鏡表、故事）洩漏給他人。
库布里克過世之後（1999年），库布里克的遺孀克莉絲汀聯繫史匹柏，表示若史匹柏不願導演，《A.I.人工智慧》將永遠無緣問世。史匹柏於是決定接下這部作品，並身兼導演與編劇。史匹柏自覺當仁不讓，也想以此緬懷库布里克，實質上他也是唯一一個得到库布里克認可、能接下該企畫的導演。葬禮的幾個月後，史匹柏與華納兄弟時任董事長特里·塞梅尔會面並表態希望繼續製作《A.I.人工智慧》，克莉絲汀與库布里克的妻舅詹·哈蘭也一同出席。雖然編寫了新的劇本，史匹柏希望拍出來的電影能盡可能貼近库布里克的構想。美術設計方面，史匹柏讓穆蘭擔任視覺效果總監，瑞克·卡特負責美術指導，並決定延用貝克的概念設計和布景設計。貝克在1999年就加入美術團隊，由於曾與库布里克密切合作，貝克在還原库布里克的構想上幫了大忙。在最終成片中，史匹柏估計使用了600張貝克所畫的分鏡。
在這段期間，外界覺得史匹柏陷入了生涯首次的空窗期，面前擺著數個企劃卻毫無動靜，除了本片外還有《哈利波特：神秘的魔法石》、《少数派报告》、《藝伎回憶錄》和查爾斯·林德伯格的傳記片。2000年2月，穆蘭對外透露史匹柏正在寫劇本。同年3月，史匹柏將擔任本片導演兼編劇的消息得到證實，且梦工厂將與華納兄弟一起製片。電影定於該年7月10日開拍，預計隔年夏季上映。凱斯琳·甘迺迪、邦妮·寇蒂斯與史匹柏擔任監製，華特·F·帕克斯與哈蘭擔任執行製作人。2000年7月20日，華納兄弟正式將本片的美國上映日期定於2001年6月29日。史匹柏採用和库布里克類似的低調作法，讓電影保持神祕。一直到電影準備開拍時，外界對《A.I.人工智慧》的細節仍所知不多。

### 編劇
本片的劇情大致可分成三個部分，其一是主角大衛與家人的故事，其二是大衛踏上尋找藍仙女的旅程，其三是大衛發現旅程盡頭的真相。布萊恩·阿爾迪斯的原著短篇小說《玩了整個夏天的超級玩具》僅涉及片中第一部分的劇情。斯坦利·库布里克從故事書《木偶奇遇记》汲取了進一步的故事構想，而關於的議題，他在製作《2001太空漫遊》時就曾與I·J·古德等學者討論過。库布里克參考的研究素材包含《心智社会》、《童話的魅力》和汉斯·莫拉维克的著作《心智孩童》（Mind Children）等書。本片歷經漫長的編劇過程，库布里克生前至少與四名編劇合作過，時間並不重疊。他們分別是：阿爾迪斯（1982年開始，1990年結束）、鮑勃·肖（1990年）、伊恩·華森（1990年5月至1991年1月）和莎拉·麥特蘭（1994年5月至1995年2月）。
1982年11月，阿爾迪斯與库布里克開始合作，他每天會由库布里克的助理艾米利歐·達歷山德羅（Emilio D'Alessandro）接送到库布里克的住處柴爾德維克伯里莊園一起構思劇本，晚上才離開。库布里克一開始就帶了一本《木偶奇遇记》給阿爾迪斯，希望將改編電影拍成現代科幻版的皮諾丘故事，劇情描寫機器人男孩找尋成為真人的方法（藍仙女），並且充滿童話色彩。阿爾迪斯認為库布里克的構想「荒誕」（absurd），他看不出機器人小男孩與木偶之間有任何相關性，並認為库布里克應該將電影拍成一部可與《2001太空漫遊》和《奇愛博士》媲美的科幻史诗片。阿爾迪斯也在日後表示，库布里克想出了非常多截然不同的點子，但他總是不滿意阿爾迪斯寫出來的成果。其中兩個未採用的想法包含：將劇情設定在烏托邦的未來，以及讓老舊機器人勞動至死的集中營。到了1990年兩人因歧見而拆夥時，故事的結尾已然成形，場景來到被海水淹沒的紐約，但阿爾迪斯表示，库布里克這般設計只是為了讓藍仙女從一個很深的地方出現。
之後，库布里克聯繫在《2001太空漫遊》合作過的亞瑟·查理斯·克拉克，克拉克針對故事給出一些建議，但並不願再一次和库布里克合作。克拉克推薦了鮑勃·肖，但库布里克也不滿意肖的表現，兩人在六週內就不歡而散，库布里克接下來透過科幻作品出版商找到華森。華森透過傳真的方式為库布里克寫劇本，華森稱库布里克的奇特想法不斷更換且擅長找敘事破綻，這段為期9個月的編劇經驗「累人但刺激」。華森於1991年1月將90頁的最終劇本大綱寄給库布里克，日後他自稱因該工作而得到鉅額報酬。1991年6月，库布里克又請華森寫了兩個版本的劇本摘要。華森的劇本大綱成為最終成片的基礎，得到「故事發想」（Screen Story by）的名分。華森設計了舞男喬和機器人屠宰場等重要元素，大衛與母親共度最後一天中所做的事情也最早出現於華森的劇本。編劇素材方面，肖與華森在開始編劇時都拿到了一本《木偶奇遇记》和《心智孩童》。第四位主要編劇莎拉·麥特蘭是唯一的女性，库布里克請她為電影帶來更多情感和童話魔法。麥特蘭修改的故事中更加強調大衛與斯溫頓一家之間的互動，並且把大衛啟動铭印機制的場景從機器人公司轉移到家中。日後麥特蘭回想該次編劇經驗，認為库布里克的要求非常難以滿足，她感覺自己失敗了。
時間往後幾年，史匹柏接手本片的計畫，並決定自行編寫一份新的劇本。史匹柏大可以將库布里克的構想轉述給其他寫手，但過程中可能會有所佚失。編劇時，史匹柏參考了華森的劇本大綱、库布里克留下的檔案，以及他與库布里克本人之間曾有過的討論。這也是他繼1977年上映的《第三類接觸》以來首次完整獨力編劇。史匹柏自稱沒有更改库布里克的構想，而是一步一步地把自己的想像力放進库布里克的故事裡。製片人寇蒂斯也表示，最終成片是「史匹柏對库布里克當初想要做的東西所做的詮釋」。史匹柏覺得劇本大綱的第二幕有些零散，於是藉著哈蘭提供的筆記將該幕中的各種夢幻點子整合起來。另外，阿爾迪斯在史匹柏接手編導後，寫了兩篇新的故事《冬天來臨時的超級玩具》（Supertoys When Winter Comes）和《其他季節裡的超級玩具》（Supertoys in Other Seasons），讓哈蘭轉交給史匹柏過目，並被史匹柏用做編劇的靈感來源。

### 選角

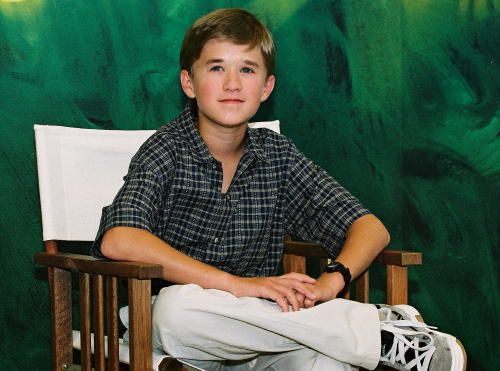
哈利·喬·奧斯蒙（攝於2001年）

2000年3月中旬，據報導，哈利·喬·奧斯蒙與裘德·洛有意參演而正在與片商洽談，月底兩人確認都已加入演員陣容。奧斯蒙的片酬為200萬美元。另外有報導稱，奧斯蒙在第72届奥斯卡金像奖（3月26日）的餐會上，私下詢問茱莉安·摩爾是否有意在《A.I.人工智慧》裡飾演大衛的母親，但摩爾因為有其他片約在身而婉拒。4月16日，法蘭西絲·歐康娜在《窈窕野淑女》的悉尼首映會上宣布自己將飾演大衛的母親。傑克·托馬斯在4月24日獲史匹柏選為演員之一，並於7月公開該消息。6月，亞當·斯科特加盟飾演一名機械修理工。7月，基斯·坎貝爾（Keith Campbell）與黛薇·雀絲確認參演。8月，布蘭頓·葛利森、克拉拉·貝拉、山姆·羅巴斯與羅賓·威廉斯確認加入演員陣容。
對於主角大衛，库布里克原本的構想是由機械電子偶來扮演，不使用真人。他實際打造了一台小男孩機器人，但成果非常糟糕，最後史匹柏決定找一個童星來演出。大衛隨著劇情進展而越來越像真人，但他的本質仍是機器人，為了表現出這點，奧斯蒙時常保持機器人的端正姿態，並在整部片中完全沒有眨眼。奧斯蒙的化妝要花半個小時，臉和手臂會噴上一層蜡來遮住皮膚。奧斯蒙當時年僅11歲，拍片之餘每天仍要去學校上課3小時。飾演舞男喬的裘德·洛在開拍前向法蘭西絲卡·傑恩斯學了三個月的舞蹈，沒有限制類型，參考對象有弗雷德·阿斯泰爾和金·凱利。在原本的安排中，洛會戴著特製面具演戲，但這樣就看不到表情，於是改成用化妝以及乳膠下巴來呈現非真人的感覺。另外，洛的服裝是以塑膠打造。洛覺得舞男喬的角色發展重點在於他選擇陪伴大衛而不是繼續服務人類。玩具熊泰迪由傑克·安吉爾配音，他在開拍前就錄好了台詞，但並不知道台詞的情境，若有需要會在拍片時現場重錄。史匹柏希望泰迪有著年邁、睿智的平坦聲音，有點像屹耳的感覺，這樣的聲音也與周遭的瘋狂形成對比。奧斯蒙覺得大衛與泰迪的關係有點像匹诺曹和吉米尼蟋蟀。

### 拍攝
主体拍摄於2000年8月17日正式開始，預計為期88天，此前原定於2000年7月10日在長島開拍。整部電影幾乎都是在伯班克华纳兄弟片场的摄影棚裡搭景拍攝，唯一一次出外景是去俄勒冈州奧克斯博地區公園的森林（大衛被迫離開母親的橋段）。本片使用的攝影棚包含15號、16號、17號（斯溫頓一家的房子）和20號等。亞努斯·卡明斯基擔任本片的攝影指導，也是第五度為史匹柏的導演作品執掌此職，使用的攝影設備為全景电影攝影機搭配蔡司公司的鏡頭。卡明斯基按照本片的三個部分做出不同的攝影安排，他形容第一幕有種乾淨無菌的感覺，第二幕是動作冒險，第三幕是非常情緒化的劇情片。如果劇情允許的話，卡明斯基喜歡且經常運用雨和霧來創造氛圍，因為霧氣能使光線變得柔和。

### 特效與設計
斯坦·温斯顿的工作室負責設計機器人特效，該團隊在本片開拍之前四個月開始設計機器人。在拍片現場，部分機器人是機械電子偶，另一部分則是經過特效化妝的演員，例如有一人半邊臉包上藍幕來飾演失去半邊臉的機器人。温斯顿也起用許多截肢人士來飾演有殘缺的機器人。對於泰迪，劇組打造出可動的機械電子偶，不過也有部分畫面是由電腦合成影像（CGI）動畫師製作。泰迪的機械電子偶由六名人員操作。奧斯蒙拍戲時帶著的泰迪內有精密機械裝置，重達20至30磅（9.1至13.6）
本片的主要特效由光影魔幻工業（ILM）操刀，使用當時CGI領域最先進的技術。ILM的人員為劇組設計了一套預先視覺化的系統，攝影機對著在藍幕前演戲的演員時，史匹柏便可以從電腦螢幕看到該系統將CGI背景套用到畫面中的樣子。這種作法讓史匹柏可以馬上看到畫面後製過的大致樣貌，更能捕捉想要的畫面。除了泰迪以外，CGI動畫師還有三個重要物件必須完成：萬事通博士、超級機器人和藍仙女。萬事通博士的舉止參考了羅賓·威廉斯配音時的樣子，超級機器人則仿效芭蕾舞者和沉默寡言型的演員（例如亚历克·吉尼斯），兼具優雅和份量。為了保持夢幻感，劇組決定不找真人飾演藍仙女，而是製作CGI。
重要場景方面，機器人屠宰場是實際搭景拍攝，現場有八百名臨時演員。劇組用假人充當片中的機器人，用滑索將之從大砲裡拉出並穿過火圈。為了確保安全，特效總監麥可·蘭提里反覆測試，還請了消防隊在場待命。機器人屠宰場的鐵籠橋段集結了20幾個機器人，一共需要46名遠端操作人員。艷都最前排的建築物是微縮模型，其餘則是搭設布景和CGI。對於艷都裡直升機失控的危險橋段，蘭提里在布景裡安置了一條軌道，將重達6,000磅（2,700）的直升機放置在軌道上的移動平台，如此一來便可控制直升機的移動。被淹沒的紐約市是ILM用特效技術憑空打造的，結合了微縮模型（大多數建築）、照片和CGI（如海水和瀑布）。水下的主題樂園也是以微縮模型拍攝，拍片現場煙霧繚繞，讓畫面呈現出在水下的感覺。在拍冰窟裡大衛被解凍後的橋段時，劇組每天用上8噸的冰塊，以追求逼真的效果。

### 配樂

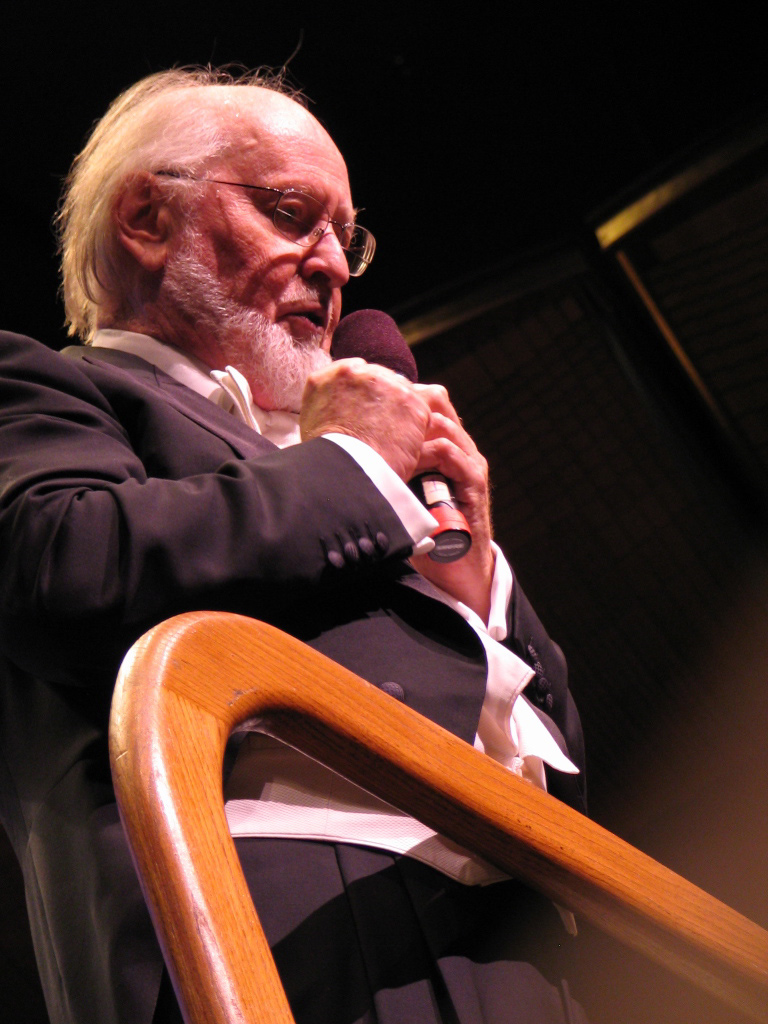
約翰·威廉斯（攝於2007年）

約翰·威廉斯負責譜寫本片的配樂，他是史匹柏的長期合作夥伴。史匹柏並不擔心配樂會干擾觀眾，所以使用了非常多的配樂，總長達到約2個小時（全片長146分鐘）。電影開頭的配樂主要使用弦樂器，片尾搭配钢琴曲。對於大衛搭乘直升機逃出艷都的橋段，威廉斯少見地運用了電子樂器。情感方面，電影中有幾段「Cantilena」（意思類似抒情）風格的旋律，特別是大衛與母親的最後時光。在這首長達7分鐘的曲子裡，威廉斯融入了搖籃曲的感覺，烘托母子情感。
库布里克生前特別要求使用理查德·施特劳斯歌劇《玫瑰騎士》裡的曲子，華森的劇本大綱裡便有用上。威廉斯和史匹柏都不明白原因。威廉斯找不到適合該曲的橋段，最後選擇在大衛搭車過橋進入艷都的30秒橋段中，與他寫的配樂一起播放。威廉斯覺得這樣呈現的結果很特別，過往經驗中大概只有《第三類接觸》與之相似。威廉斯自己也在某段配樂裡融入彼得·柴可夫斯基的曲子。
電影原聲帶於2001年7月3日發行。

## 上映發行

### 首輪上映
2001年6月27日，本片於纽约的齊格菲爾德劇院舉行首映禮，兩天後的6月29日起在美國上映。之後，本片以非競賽片的身分於第58屆威尼斯影展放映，也是歐洲地區首映，史匹柏因為拍攝《關鍵報告》而未出席。美國電影協會將本片分為PG-13級，原因是本片包含一些性相關內容和暴力畫面。

### 後續發行
院線上映之後，夢工廠家庭娛樂於2002年3月初發行本片的VHS和DVD。DVD版為雙碟裝，特別收錄包含多段幕後花絮、電影分鏡圖和劇組訪談。史匹柏當時尚未提供過任何隨片講評，本片也不例外。藍光光碟於2011年4月5日在美國首發，內含DVD版的所有特別收錄。

## 迴響

### 影評
| 綜合得分     | 綜合得分 |
| 來源         | 評分     |
| ------------ | -------- |
|              | 65/100   |
| 爛番茄       | 76/100   |
| 評論得分     |          |
| 來源         | 評分     |
| 奧斯汀紀事   | [ 112 ]  |
| 芝加哥讀者報 | [ 6 ]    |
| 芝加哥太陽報 | [ 9 ]    |
| 帝國雜誌     | [ 113 ]  |
| 滾石雜誌     | [ 114 ]  |
| 西雅图时报   | [ 115 ]  |
| 新闻日报     | [ 116 ]  |

根据評論匯總网站爛番茄汇总的203篇评论文章，76%的评论家给予该作正面评价，平均打分为6.70分（满分10分）。该网站总结的评论家共识是“《A.I.人工智慧》奇妙地結合了库布里克的冰冷悲涼以及史匹柏的溫暖樂觀，儘管偶有不合之處，這部片仍是一部令人驚艷之作。”在Metacritic網站上，本片得到「正面評論為主」的綜合評分，獲得了65/100分（32位影評人）。2016年，本片獲選為英國廣播公司21世紀百大電影的第83名，2024年《滾石雜誌》將本片評為影史最佳科幻片的第74名。《國家評論》、《Time Out》和IndieWire等媒體也給出類似讚譽。
影評人們對本片的整體好壞各持看法。《綜藝雜誌》的陶德·麥卡錫稱本片為「非比尋常地充滿野心的科幻電影」以及「做工高超卓越的遠見之作，滿載引人思考的點子」。《纽约时报》的A·O·史考特寫道：「《A.I.人工智慧》是史匹柏拍過最好的童話故事，一場最為令人不安、複雜且考問觀眾的男孩冒險故事。」《時代雜誌》的理察·科利斯覺得本片的視野太過宏觀、敘事路線太過寬廣、風格轉變太過挑撥心情，不似《E.T.外星人》那般能取悅所有觀眾。《芝加哥太陽報》的罗杰·埃伯特稱《A.I.人工智慧》「大膽、技術精湛，而且考驗人心」，但認為該片應該把情感重心放在活人而不是機器人大衛。《旧金山纪事报》的米克·拉薩爾則指出，觀眾清楚大衛的旅程必將失敗，所以懸疑性和戲劇性兩失。
對於史匹柏與庫柏力克兩種風格的結合，科利斯指出，兩人的風格分居溫暖與冷酷的極端，形容本片的情況像是「為銅管樂器譜的曲，卻用木管乐器來演奏」。麥卡錫看出本片的氣氛比史匹柏先前的作品都冷，《娱乐周刊》的麗莎·施瓦茨鮑姆也注意到史匹柏在描繪家庭時捨棄了舊有的純真風格。史考特認為史匹柏嘗試揉合庫柏力克的風格，結果營造出層次分明、不和諧且怪異的氛圍。在技術層面，麥卡錫讚賞本片的剪輯、美術設計和视觉效果，他和埃伯特等人也都欽佩攝影指導亞努斯·卡明斯基的表現。CNN的保羅·塔塔拉（Paul Tatara）認為斯坦·温斯顿設計的機器人特效令人嘆為觀止。史考特覺得約翰·威廉斯譜寫的現代風配樂「異常收斂」，《紐約新聞報》的阿蒙·懷特則讚賞該配樂「調節了細微的情感變化」，是威廉斯自《憤怒》（1978年）以來的巔峰之作。
哈利·喬·奧斯蒙的演出備受影評人好評。科利斯大為讚賞奧斯蒙對角色的駕馭，認為這位「注重細節」的年輕演員「可用眼神流露出欣喜或絕望」，麥卡錫也稱奧斯蒙的演出雖然低調卻依然吸睛。拉薩爾認為舞男喬對整個故事無足輕重，但和麥卡錫等人一樣認可了裘德·洛的演出，《华盛顿邮报》的彼得·布拉德肖用「芭蕾舞般、細緻入微且令人難忘」來描述之。法蘭西絲·歐康娜、山姆·羅巴斯與威廉·赫特的演技也收穫讚許。

### 票房
本片於2001年6月29日在美國上映，同週新片有《美麗癡狂》、《寶貝男孩》和《嘻哈奇俠》，華納兄弟和外界對本片票房頗為看好。本片首週末在多達3242家電影院上映，三天收穫3010萬美元的票房，排名該週末第一。但據影院評分在首週末進行的調查，觀眾的平均評價於A+至F間落於「C+」。次週末本片進帳1410萬美元，較上週下跌52%，排名第三，次於新片《貓狗大戰》和《驚聲尖笑2》。第三週，本片的週末票房持續下滑至510萬美元，票房累積至此僅七千萬美元，《綜藝雜誌》稱此成績令人失望。根據Box Office Mojo，最終本片的全美票房為7861萬美元。華納兄弟發行部門代表丹·費爾曼（Dan Fellman）認為，本片票房不佳是因為影迷們大多將本片視為库布里克的作品，比較有挑戰性，而不是史匹柏偏商業路線的電影
在日本，《A.I.人工智慧》大受歡迎。6月23日，本片於日本全國的286家電影院進行整夜的搶先全球放映，觀影人數為19万9000人，票房達到3億2928萬日圓，打破《星際大戰首部曲：威脅潛伏》的16万1000人、2億8555万日圓紀錄。隨後本片與美國同步正式上映，在首週末兩天的售票量達到103萬張（含星期五午夜場），除了排名當週第一之外，還超越了《星際大戰首部曲：威脅潛伏》（91萬）的單一週末紀錄。次週末，本片在次週末賣出54萬張票，輕而易舉地蟬聯票房冠軍，並創下該國有史以來最高的次週末票房，原紀錄保持者是《職業特工隊2》。第三週開始，本片在排行上被《珍珠港》等新片超越，不過票房表現依舊強勁。最終本片的日本票房達到96.6億日圓，是該年度第二名，僅次於《千与千寻》。根據Box Office Mojo，本片在美國國外賺進的票房至少有1.573億美元，加上美國的總票房後總計為2.359億美元。

### 獎項
註：按照時間順序排列。
| 獎名/影展名              | 頒獎日期                                 | 獎項                                                                        | 入圍者 | 結果   | 來源                    |
| ------------------------ | ---------------------------------------- | --------------------------------------------------------------------------- | --- | ------ | ----------------------- |
| 威尼斯影展               | 2001年8月29日至9月8日                    | 未來影展數位獎（Future Film Festival Digital Award）                        | 《A.I.人工智慧》 | 獲獎   | [ 136 ]                 |
| 世界电影原声学会獎       | 2001年10月18日                           | 年度配乐家                                                                  | 約翰·威廉斯 | 獲獎   | [ 138 ]                 |
| 世界电影原声学会獎       | 2001年10月18日                           | 最佳原创歌曲                                                                | For Always——約翰·威廉斯與辛西亞·薇爾 | 提名   | [ 138 ]                 |
| 世界电影原声学会獎       | 2001年10月18日                           | 年度最佳电影原声                                                            | 約翰·威廉斯 | 提名   | [ 138 ]                 |
| 世界电影原声学会獎       | 2001年10月18日                           | 民众票选奖                                                                  | 《A.I.人工智慧》——約翰·威廉斯 | 獲獎   | [ 138 ]                 |
| 國家評論協會獎           | 2001年12月5日（公布得獎者） 2002年1月7日 | 年度十大電影                                                                | 《A.I.人工智慧》 | 入選   | [ 139 ] [ 140 ]         |
| 金精神獎                 | 2002年                                   | 最佳配樂                                                                    | 約翰·威廉斯 | 第二名 | [ 141 ]                 |
| 金精神獎                 | 2002年                                   | 最佳劇情片配樂                                                              | 約翰·威廉斯 | 提名   | [ 141 ]                 |
| 金精神獎                 | 2002年                                   | 最佳科幻片/奇幻片配樂                                                       | 約翰·威廉斯 | 第二名 | [ 141 ]                 |
| 金精神獎                 | 2002年                                   | 最佳原創歌曲                                                                | For Always——蘿拉·菲比安與喬許·葛洛班 | 第一名 | [ 141 ]                 |
| 《村聲》電影票選獎       | 2002年                                   | 最佳影片                                                                    | 《A.I.人工智慧》 | 第五名 | [ 142 ]                 |
| 《村聲》電影票選獎       | 2002年                                   | 最佳主演                                                                    | 哈利·喬·奧斯蒙 | 第九名 | [ 143 ]                 |
| 《村聲》電影票選獎       | 2002年                                   | 最佳配角                                                                    | 裘德·洛 | 第九名 | [ 144 ]                 |
| 《村聲》電影票選獎       | 2002年                                   | 最佳導演                                                                    | 斯蒂芬·斯皮尔伯格 | 第五名 | [ 145 ]                 |
| 《村聲》電影票選獎       | 2002年                                   | 最佳改編劇本                                                                | 斯蒂芬·斯皮尔伯格 | 第四名 | [ 146 ]                 |
| 在线影评人协会獎         | 2002年1月2日                             | 最佳男配角                                                                  | 裘德·洛 | 提名   | [ 147 ] [ 148 ]         |
| 在线影评人协会獎         | 2002年1月2日                             | 最佳改編劇本                                                                | 斯蒂芬·斯皮尔伯格 | 提名   | [ 147 ] [ 148 ]         |
| 在线影评人协会獎         | 2002年1月2日                             | 最佳攝影                                                                    | 亞努斯·卡明斯基 | 提名   | [ 147 ] [ 148 ]         |
| 在线影评人协会獎         | 2002年1月2日                             | 最佳原創配樂                                                                | 約翰·威廉斯 | 提名   | [ 147 ] [ 148 ]         |
| 美国电影学会奖           | 2002年1月5日                             | 年度女主角                                                                  | 法蘭西絲·歐康娜 | 提名   | [ 149 ]                 |
| 美国电影学会奖           | 2002年1月5日                             | 年度攝影                                                                    | 亞努斯·卡明斯基 | 提名   | [ 149 ]                 |
| 美国电影学会奖           | 2002年1月5日                             | 年度美術指導                                                                | 瑞克·卡特 | 提名   | [ 149 ]                 |
| 美国电影学会奖           | 2002年1月5日                             | 年度數位藝術家                                                              | 丹尼斯·穆蘭與史考特·法拉爾 | 提名   | [ 149 ]                 |
| 评论家选择电影奖         | 2002年1月11日                            | 最佳年輕演員                                                                | 哈利·喬·奧斯蒙 | 提名   | [ 150 ]                 |
| 评论家选择电影奖         | 2002年1月11日                            | 最佳電影配樂                                                                | 約翰·威廉斯 | 提名   | [ 150 ]                 |
| 金球獎                   | 2002年1月20日                            | 最佳導演                                                                    | 斯蒂芬·斯皮尔伯格 | 提名   | [ 151 ]                 |
| 金球獎                   | 2002年1月20日                            | 最佳電影男配角                                                              | 裘德·洛 | 提名   | [ 151 ]                 |
| 金球獎                   | 2002年1月20日                            | 最佳原创配乐奖                                                              | 約翰·威廉斯 | 提名   | [ 151 ]                 |
| 每日電影獎               | 2002年2月                                | 最佳外國電影（影迷獎）                                                      | 《A.I.人工智慧》 | 獲獎   | [ 152 ]                 |
| 帝國獎                   | 2002年2月5日                             | 最佳电影                                                                    | 《A.I.人工智慧》 | 提名   | [ 153 ] [ 154 ]         |
| 帝國獎                   | 2002年2月5日                             | 最佳導演                                                                    | 斯蒂芬·斯皮尔伯格 | 提名   | [ 153 ] [ 154 ]         |
| 帝國獎                   | 2002年2月5日                             | 最佳男主角                                                                  | 哈利·喬·奧斯蒙 | 提名   | [ 153 ] [ 154 ]         |
| 帝國獎                   | 2002年2月5日                             | 最佳女主角                                                                  | 法蘭西絲·歐康娜 | 提名   | [ 153 ] [ 154 ]         |
| 化妝師與髮型設計師公會獎 | 2002年2月17日                            | 最佳長片角色髮型設計                                                        | 坎蒂絲·尼爾（Candace Neal）、凱倫·邁爾斯（Karen Myers）與泰瑞·巴里歐（Terry Baliel）                                                                                             | 提名   | [ 156 ] [ 157 ]         |
| 藝術指導工會獎           | 2002年2月23日                            | 最佳時代劇或奇幻電影美術指導                                                | 瑞克·卡特等人 | 提名   | [ 159 ] [ 160 ]         |
| 英国电影学院奖           | 2002年2月24日                            | 最佳視覺效果                                                                | 丹尼斯·穆蘭、史考特·法拉爾與麥可·蘭提里 | 提名   | [ 161 ]                 |
| 芝加哥影评人协会奖       | 2002年2月25日                            | 最佳男配角                                                                  | 裘德·洛 | 提名   | [ 162 ] [ 163 ]         |
| 芝加哥影评人协会奖       | 2002年2月25日                            | 最佳原创音乐                                                                | 約翰·威廉斯 | 提名   | [ 162 ] [ 163 ]         |
| 芝加哥影评人协会奖       | 2002年2月25日                            | 最佳摄影                                                                    | 亞努斯·卡明斯基 | 提名   | [ 162 ] [ 163 ]         |
| 葛萊美獎                 | 2002年2月27日                            | 最佳影音媒體原聲帶                                                          | 約翰·威廉斯 | 提名   | [ 164 ]                 |
| 日本電影學院獎           | 2002年3月8日                             | 最佳外語片                                                                  | 《A.I.人工智慧》 | 提名   | [ 165 ]                 |
| 金預告獎                 | 2002年3月14日                            | 巴斯夫婦獎                                                                  | 《A.I.人工智慧》——Intralink Film Graphic Design | 提名   | [ 166 ] [ 167 ] [ 168 ] |
| 金膠捲獎                 | 2002年3月23日                            | 最佳長片音效與擬聲音效                                                      | 《A.I.人工智慧》 | 提名   | [ 169 ]                 |
| 金膠捲獎                 | 2002年3月23日                            | 最佳長片對白與同步對嘴錄音                                                  | 《A.I.人工智慧》 | 提名   | [ 169 ]                 |
| 奥斯卡金像奖             | 2002年3月24日                            | 最佳原创音乐                                                                | 約翰·威廉斯 | 提名   | [ 170 ]                 |
| 奥斯卡金像奖             | 2002年3月24日                            | 最佳視覺效果                                                                | 丹尼斯·穆蘭、斯坦·温斯顿、麥可·蘭提里與史考特·法拉爾 | 提名   | [ 170 ]                 |
| 青年艺术家奖             | 2002年4月7日                             | 最佳年輕男主角                                                              | 哈利·喬·奧斯蒙 | 提名   | [ 171 ]                 |
| 青年艺术家奖             | 2002年4月7日                             | 最佳年輕男配角                                                              | 傑克·托馬斯 | 獲獎   | [ 171 ]                 |
| BMI獎                    | 2002年5月14日                            | BMI電影音樂獎（BMI Film Music Awards）                                      | 約翰·威廉斯 | 獲獎   | [ 172 ]                 |
| 土星獎                   | 2002年6月10日                            | 最佳科幻電影                                                                | 《A.I.人工智慧》 | 獲獎   | [ 173 ] [ 174 ]         |
| 土星獎                   | 2002年6月10日                            | 最佳導演                                                                    | 斯蒂芬·斯皮尔伯格 | 提名   | [ 173 ] [ 174 ]         |
| 土星獎                   | 2002年6月10日                            | 最佳劇本                                                                    | 斯蒂芬·斯皮尔伯格 | 獲獎   | [ 173 ] [ 174 ]         |
| 土星獎                   | 2002年6月10日                            | 最佳電影女主角                                                              | 法蘭西絲·歐康娜 | 提名   | [ 173 ] [ 174 ]         |
| 土星獎                   | 2002年6月10日                            | 最佳年輕演員                                                                | 哈利·喬·奧斯蒙 | 獲獎   | [ 173 ] [ 174 ]         |
| 土星獎                   | 2002年6月10日                            | 最佳特效                                                                    | 丹尼斯·穆蘭、史考特·法拉爾、麥可·蘭提里與斯坦·温斯顿 | 獲獎   | [ 173 ] [ 174 ]         |
| 土星獎                   | 2002年6月10日                            | 最佳電影配樂                                                                | 約翰·威廉斯 | 獲獎   | [ 173 ] [ 174 ]         |
| DVD獨家獎                | 2003年1月14日                            | 新品最佳整體特別收錄（Best Overall New Extra Features, New Release）        | 《A.I.人工智慧》——洛朗·布泽罗 | 提名   | [ 175 ]                 |
| DVD獨家獎                | 2003年1月14日                            | 新品最佳回顧紀錄片（Original Retrospective Documentary, New Release）       | 《Creating A.I.》——洛朗·布泽罗 | 提名   | [ 175 ]                 |
| 土星獎                   | 2003年5月18日                            | 最佳DVD特別版（Best DVD Special Edition Release）                           | 《A.I.人工智慧》雙片裝特別版 | 提名   | [ 176 ] [ 177 ]         |
| IndieWire影評人投票獎    | 2009年12月22日                           | 2000年代最佳電影                                                            | 《A.I.人工智慧》 | 第十名 | [ 179 ]                 |
| 國際電影音樂評論協會獎   | 2016年2月18日                            | 最佳復刻發行（Best New Archival Release – Re-Release of an Existing Score） | 《A.I.人工智慧》——約翰·威廉斯（配樂）、麥克·馬特西諾（Mike Matessino，專輯製作人）、傑夫·龐德（Jeff Bond，专辑注释）、吉姆·泰特斯（Jim Titus，藝術總監），La-La Land Records發行 | 提名   | [ 181 ]                 |
| 金精神獎                 | 2016年7月28日                            | 最佳原聲帶復刻或重製                                                        | 《A.I.人工智慧》——約翰·威廉斯（配樂），La-La Land Records發行 | 第二名 | [ 182 ]                 |

#### 其他
美國電影學會評選
- AFI百年电影史电影配乐提名[183]
- AFI十大類型十大佳片提名：科幻片[184][185]

## 備註
1. ↑  有的製作人員和觀眾認為它們是外星人，實際上是稱作「超級機器人」（SuperMecha）的機器人[14]。
2. ↑  哈利·喬·奧斯蒙（飾演大衛）的父親。
3. ↑  以库布里克的說法則是三個「Non-Submersible Units」[19]。
4. ↑  原文：
5. ↑  斯科特最終並沒有出現在片尾名單中。
6. ↑  售前廣告上面寫的是2002年3月5日[104]。
7. ↑  原文：
8. ↑  原文：
9. ↑  見以下文獻：[6][8][9][10][11][15][113][114][116]
10. ↑  與數名配樂家並列。

### 引用作品
除另行註明外，以下資料皆為英文。
書籍
- Baxter, John. . New York: Carroll & Graf Publishers. 1997. ISBN 0-7867-0485-3 –Internet Archive.
  - 章節：. : 295–325.
  - 章節：. : 354–364.
- Aldiss, Brian. . New York: St. Martin's Griffin. 2001. ISBN 978-0312280611 –Internet Archive （英语）.
  - 章節：. : VII–XIX.
- 中華民國電影年鑑編輯委員會 (编).  (pdf). 臺灣: 國家電影資料館. 2002  [2025-02-25]. ISBN 957-30972-6-5. （原始内容存档 (PDF)于2023-01-14） –國家電影資料館 （中文（臺灣））.
- Kubrick, Christiane. . United States: Polestar Publishing. 2002. ISBN 0-8212-2815-3 –Internet Archive.
- Harlan, Jan; Struthers, Jane M. (编). . London: Thames & Hudson. 2009. ISBN 978-0-500-51489-4.
  - 章節：Spielberg, Steven. . : 6–7.
  - 章節：Harlan, Jan. . : 10–25.
- 理查·席克爾（英语：Richard Schickel）. . 由黃汝娸翻译. 臺灣: 新雨出版社. 2017 [2012]. ISBN 978-986-227-214-5 （中文（臺灣））.
  - 章節：. : 192–199.
- Castle, Alison (编). . 由Snowdon, Peter翻译. Köln: Taschen. 2018 [2005]. ISBN 978-3-8365-7319-1 –Internet Archive.
  - 章節：Castle, Alison. . : 804–815.
- Kolker, Robert P.; Abrams, Nathan. . New York: Pegasus Books. 2024. ISBN 978-1-63936-624-8.
  - 章節：. : 480–495.
  - 章節：. : 496–520.
  - 章節：. : 521–540.
  - 章節：. : 558–580.

期刊專題報導
- Holben, Jay. . American Cinematographer（英语：American Cinematographer）. July 2001, 82 (7): 32-36, 38-43  [2019-09-26]. ISSN 0002-7928. （原始内容存档于2024-09-14）.ProQuest 2297362537

影音（特別收錄）
說明：「第〇分鐘處」指的是相關內容出現在影片的〇分鐘0秒至〇分鐘59秒之間
- (DVD Two-Disc Special Edition). Warner Bros. 2001.
  - Jan Harlan, Steven Spielberg, Bonnie Curtis, Kathleen Kennedy. .
- (DVD Two-Disc Special Edition). Warner Bros. 2001.
  - Steven Spielberg, Haley Joel Osment, Sam Robards, Frances O'Connor, Jude Law. .
  - Steven Spielberg, Jude Law. .
  - Chris Baker, Rick Carter. .
  - Bob Ringwood. .
  - Janusz Kamiński. .
  - Michael Lantieri. .
  - Steven Spielberg, Stan Winston, J. Alan Scott, Lindsay Macgowan, Jack Angel, Ve Neill. .
  - Dennis Muren. .
  - Scott Farrar. .
  - David Nakabayashi, Steven Gawley, Ginger Theisen, Scott Farrar. .
  - Doug Smythe. .
  - Hal Hickel. .
  - Gary Rydstrom. .
  - John Williams. .
- (DVD Two-Disc Special Edition). Warner Bros. 2007.
  - Steven Spielberg. .  [1999].
  - .  [1999].